# Apatania fimbriata
Apatania fimbriata – gatunek owada z rzędu chruścików i rodziny Apataniidae. Larwy budują rurkowate domki z piasku.
Gatunek występuje w Alpach, górach środkowoeuropejskich (w tym w Karpatach), larwy występują w źródłach i potokach. Limneksen.
Imagines spotykane nad stawami tatrzańskimi. W Tatrach występuje w jeziorach alpejskich i subalpeskich, w wodach o pH większym niż 6. Występowanie w jeziorach na dnie piaszczystym wykazane także z innego regionu. Larwy z tego rodzaju łowione były w limnokrenowych źródłach Wyżyny Krakowsko-Częstochowskiej.